# Condado de Bennington
O Condado de Bennington é um dos 14 condados do estado americano de Vermont. Possui duas sedes de condado, Bennington e Manchester, e sua maior cidade é Bennington.
O condado possui uma área de 1 756 km² (dos quais 3 km² estão cobertos por água), uma população de 36 944 habitantes, e uma densidade populacional de 21 hab/km² (segundo o censo nacional de 2000).
O condado foi fundado em 1779.